# Matt Climie
Matthew „Matt“ Climie  (* 11. Februar 1983 in Leduc, Alberta) ist ein kanadischer Eishockeytorwart, der seit 2018 bei den Sheffield Steelers in der Elite Ice Hockey League unter Vertrag steht.

## Karriere

### Anfangsjahre und Erfolge im Collegehockey
Climie begann seine Karriere bei den Kimberley Dynamiters aus der America West Hockey League, wo er als Backup hinter seinem Bruder Chris fungierte. Während der Play-offs musste das Team aus British Columbia allerdings aus finanziellen Gründen den Spielbetrieb einstellen. Zur neuen Saison schloss sich der Torhüter den Bonnyville Pontiacs aus der Alberta Junior Hockey League an, die Climie nach einer Spielzeit bereits wieder verlassen musste, da ihn die Truro Bearcats aus Nova Scotia für 500 Dollar verpflichteten. In Truro, fast 4000 Kilometer von seiner Heimatstadt Edmonton entfernt, spielte er für zwei Saisons in der Maritime Junior Hockey League und wurde 2004 zum MVP der Liga gekürt.
Nachdem der Goalie von keinem Team der NHL im Draft ausgewählt worden war, schrieb der Kanadier sich für ein Studium an der Bemidji State University ein, wo Climie parallel für die Beavers, der Universitätsmannschaft in der College Hockey America, die zur NCAA gehört, auf dem Eis stand. In vier Jahren gewann er mit den Beavers 2005 und 2006 die College-Hockey-America-Meisterschaft.

### Einstieg ins Profigeschäft

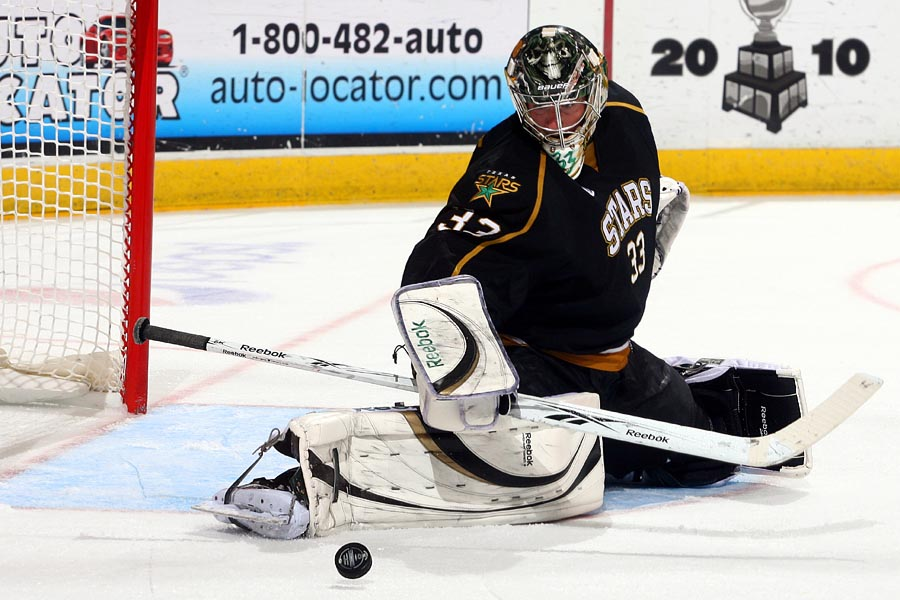
Matt Climie im Trikot der Texas Stars

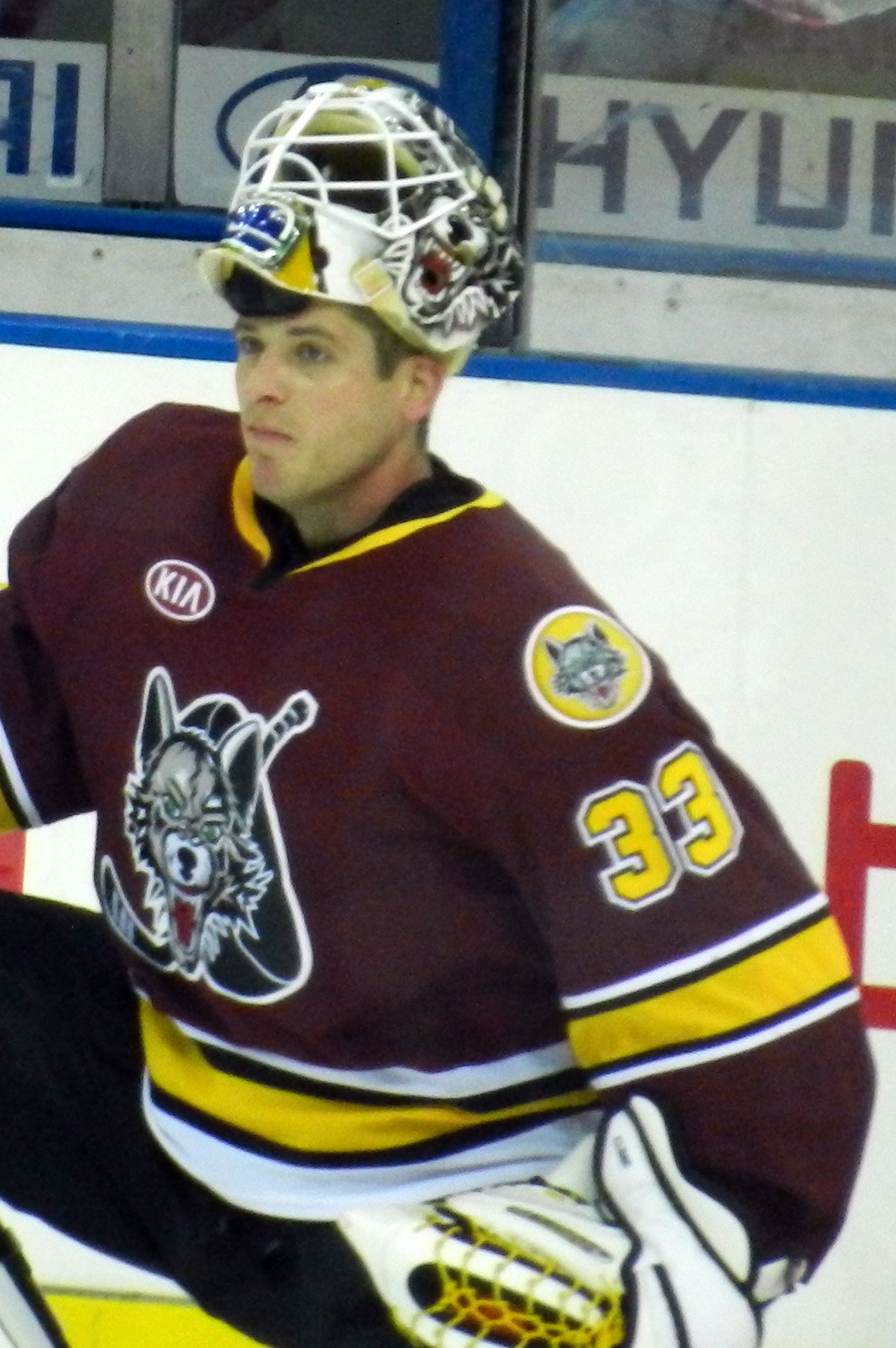
Matt Climie (2012)

Nach dem Ende seiner Studienzeit unterzeichnete der Torhüter einen Einjahresvertrag bei der Organisation der Dallas Stars. Zunächst spielte er bei den Idaho Steelheads aus der ECHL. Doch nachdem sich Marty Turco, der Stammtorwart der Dallas Stars, verletzte, wurde der Torhüter in den NHL-Kader berufen. Am 4. April 2009 debütierte Climie beim 5:4-Triumph nach Verlängerung gegen die St. Louis Blues. Der Kanadier war damit erst der fünfte Torhüter, der bei seinem Debüt für die Dallas Stars siegreich war. Auch die zwei nachfolgenden Spiele durfte er in der nordamerikanischen Eliteklasse bestreiten, bevor er in die drittklassige ECHL zurückkehrte. Zur neuen Spielzeit wurde sein Vertrag um ein weiteres Jahr verlängert. Er kam aber überwiegend für die neu gegründeten Texas Stars in der zweitklassigen AHL zum Einsatz. Mit dem Team aus Cedar Park zog der Goalie in das Endspiel um den Calder Cup ein. Da sich mit Brent Krahn der zweite Torhüter des Teams verletzte, absolviert Climie einen Großteil der Playoff-Spiele.
Trotz der Leistungen für die Texas Stars konnte sich der Kanadier nicht über einen neuen Vertrag mit der Organisation Stars einigen. Daraufhin schloss er sich der Organisation der Phoenix Coyotes an. Dort kam er allerdings nur zu einem Einsatz in der NHL, als der Stammtorwart Ilja Brysgalow wegen einer Grippe nicht auflaufen konnte und er hinter Jason LaBarbera als Ersatztorhüter agierte. Nachdem dieser im Spiel gegen die Pittsburgh Penguins eine schwache Leistung bot, wurde LaBarbera von Climie ersetzt.
Im Juli 2011 unterschrieb Climie einen Vertrag bei der Organisation der Vancouver Canucks, stand dort allerdings ausschließlich für das Farmteam, die Chicago Wolves, auf dem Eis. Nachdem er in der Saison 2011/12 zusammen mit Eddie Läck den vereinsinternen Rekord für den niedrigsten Gegentorschnitt aufgestellt hatte, stagnierten seine Leistungen in den folgenden Jahren.

### Wechsel nach Europa
Zur Saison 2015/16 wechselte Climie zu den Straubing Tigers aus der DEL und ersetzte dort Jason Bacashihua. Nach Anpassungsproblemen zu Beginn seiner ersten Saison in Europa steigerte er seine Leistungen und verhalf damit den Tigers zum Einzug in das Playoff-Viertelfinale. Von den Fans der Tigers wurde er nach Saisonende zum „Spieler der Saison“ gekürt. In der Saison 2016/17 fehlte ihm die Konstanz in seinen Leistungen und erhielt daher keinen neuen Vertrag. Im Juni 2017 gab der slowakische Extraligist HKm Zvolen die Verpflichtung des Kanadiers bekannt. Obwohl er als Stammtorhüter fungierte, wurde sein Vertrag bereits zu Beginn der Saison wieder aufgelöst. Als Grund wurden Anpassungsschwierigkeiten an das Leben in der Slowakei genannt. Daraufhin schloss sich Climie dem italienischen Rekordmeister HC Bozen an, der an der multinationalen Erste Bank Eishockey Liga teilnimmt. Nachdem er sich im ersten Spiel gegen Linz am Knie verletzt hatte, wurde er in der Folge durch Pekka Tuokkola ersetzt. Er steht zwar noch bei Bozen unter Vertrag, gehört aber nicht mehr zum aktiven Roster.
Im April 2018 erhielt er einen Probevertrag beim HC Innsbruck, absolvierte drei Pflichtspiele für den Klub und wurde im September 2018 aufgrund mangelnder Leistungen entlassen. Anschließend wechselte er zu den Sheffield Steelers.

## Erfolge und Auszeichnungen
- 2004 MVP der Maritime Junior A Hockey League
- 2005 College-Hockey-America-Meisterschaft mit der Bemidji State University
- 2006 CHA-Meisterschaft mit der Bemidji State University
- 2008 CHA Second All-Star Team
- 2015 Spengler-Cup-Gewinn mit dem Team Canada

## Karrierestatistik
(Legende zur Torhüterstatistik: GP oder Sp = Spiele insgesamt; W oder S = Siege; L oder N = Niederlagen; T oder U oder OT = Unentschieden oder Overtime- bzw. Shootout-Niederlage; Min. = Minuten; SOG oder SaT = Schüsse aufs Tor; GA oder GT = Gegentore; SO = Shutouts; GAA oder GTS = Gegentorschnitt; Sv% oder SVS% = Fangquote; EN = Empty Net Goal; 1 Play-downs/Relegation; Kursiv: Statistik nicht vollständig)